# The Royal Mounted Rides Again
The Royal Mounted Rides Again é um seriado estadunidense de 1945, gênero aventura, dirigido por Lewis D. Collins e Ray Taylor, em 13 capítulos, estrelado por George Dolenz, Bill Kennedy e Daun Kennedy. Foi produzido e distribuído pela Universal Pictures, e veiculou nos cinemas estadunidenses a partir de 23 de outubro de 1945.
O seriado ficou marcado pelo fato trágico de o ator e popular cowboy-cantor Addison Randall (também conhecido como Jack Randall) morrer durante as filmagens, no início do seriado, após cair de um cavalo. Ele foi substituído por Milburn Stone.

## Sinopse
O proprietário de minas Jackson Decker ordena a seu gerente para obter máquinas de mineração de Tom Bailey, não importa o custo. Quando Bailey é encontrado morto, a suspeita recai naturalmente sobre Jackson e seu gerente. O filho de Jackson, da Real Polícia Montada do Canadá, resolve procurar o assassino, ou os assassinos, e trazê-los à justiça.
O policial junta forças com um policial franco-canadense e com a linda filha de Bailey para encontrar a verdade, e logo descobre que há uma mina de ouro secreta, um dono de cassino e um falsificador por trás do crime.

## Elenco
- George Dolenz … Constable "Frenchy" Moselle
- Bill Kennedy … J. Wayne Decker
- Daun Kennedy … June Bailey
- Paul E. Burns … "Latitude" Bucket
- Milburn Stone … Brad Taggart
- Robert Armstrong … Jonathan Price
- Danny Morton … Eddie "Dancer" Clare
- Addison Richards … Jackson Decker
- Tom Fadden … Lode MacKenzie
- Joe Haworth … Bunker
- Helen Bennett … Dillie Clark, ou Madame Mysteriosa
- Joseph Crehan … Sargento Nelson
- Selmer Jackson … Superintendente MacDonald
- Daral Hudson … Sargento Ladue
- George Lloyd … Kent
- William Desmond … mineiro (não-creditado)

## Recepção crítica
Cline considera que The Royal Mounted Rides Again está "muito perto de ser o filme em capítulos mais fraco já feito pela Universal". Um excelente elenco foi desperdiçado e a história “vagou sem rumo com quase nenhum suspense".

## Capítulos
1. Canaska Gold
2. The Avalanche Trap
3. River on Fire
4. Skyline Target
5. Murder Toboggan
6. Ore Car Accident
7. Buckboard Runaway
8. Thundering Water
9. Dead Men for Decoys
10. Derringer Death
11. Night Trail Danger
12. Twenty Dollar Double Cross
13. Flaming Showdown

Fonte:

## Seriado no Brasil
The Royal Mounted Rides Again, sob o título Mina Secreta, foi aprovado pela censura brasileira, de acordo com o Diário Oficial da União, em 23 de fevereiro de 1948, sendo portanto provável que o seriado tenha estreado no país em 1948.